# Borgo Vercelli
Borgo Vercelli (piemontesisch Borghi) ist eine Gemeinde in der italienischen Provinz Vercelli (VC), Region Piemont.

## Lage und Einwohner
Borgo Vercelli liegt 7 km nordöstlich von Vercelli und hat 2232 Einwohner (Stand 31. Dezember 2023). Die Nachbargemeinden sind Casalino, Casalvolone, Vercelli, Villata und Vinzaglio. Der Schutzheilige des Ortes ist S. Maria Assunta in cielo.
Das Gemeindegebiet umfasst eine Fläche von 19 km².